# Fotboll i Armenien

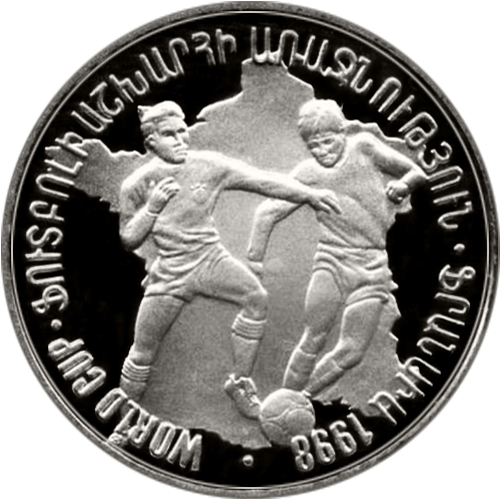
Fotbollsspelare pryder en armenisk dram från år 1998.

Fotboll (armeniska: ֆուտբոլ, futbol) är den största sporten i Armenien och kom till landet under tidiga 1900-talet.
Armeniens herrlandslag i fotboll rankas för närvarande (januari-februari 2013) som 75:e bästa i världen i Fifas världsranking för herrar. Landslagets bästa ranking någonsin nåddes i februari 2012 då man rankades 41:a, mycket på grund av ett framgångsrikt EM-kval. Sedan självständigheten 1991 har Armenien haft sitt eget nationella förbund som deltar i alla Fifatävlingar (senior-, ungdoms- och damfotboll). Under sovjettiden var Ararat Jerevan en av de ledande klubbarna i den sovjetiska fotbollsligan, och spelade ofta europacuper. Ett antal armeniska fotbollsspelare har spelat för Sovjetunionens herrlandslag i fotboll, däribland Choren Oganesian under världsmästerskapet i fotboll 1982 och Eduard Markarov på 1960-talet. Markarov blev senare assisterande tränare för Sovjetunionens ungdomslag och var en del av tränarstaben under U20-världsmästerskapet i fotboll i Portugal 1991.

## Historia

### Tidig historia

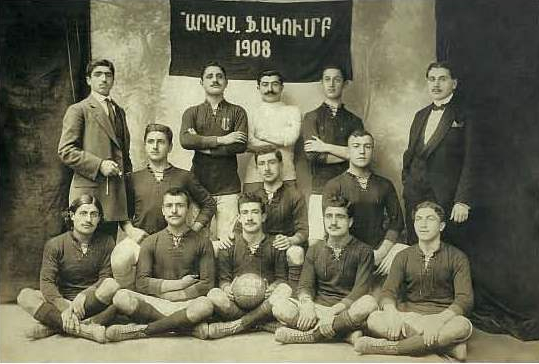
Fotbollsklubben Araks från Konstantinopel på 1910-talet.

De första armeniska fotbollsklubbarna bildades i Ottomanska rikets huvudstad Konstantinopel (idag Istanbul) på tidiga 1900-talet. Fotbollen kom i sin tur till Ottomanska riket genom brittiska seglare. Den första professionella klubben bildades i Smyrna (Izmir). Den deltog även i de olympiska sommarspelen 1906 där armeniern Zareh Koujoumdzjian spelade.
Den första matchen mellan armeniska och turkiska lag hölls 1906. Den armeniska klubben Balta-Liman (uppkallad efter ett bostadsområde i Konstantinopel, idag kallat Baltalimanı), mötte Galatasaray. Senare upplöstes Balta-Liman och två klubbar bildades ur den: Araks och Tork.
Efter det första världskriget inleddes det armeniska folkmordet och all idrottslig aktivitet upphörde.

### Sovjettiden
Den äldst daterade fotbollstävlingen i Armeniska SSR var åren 1926–1927 då ett transkaukasiskt mästerskap organiserades i Tbilisi. Tre transkaukasiska länder deltog: Armenien, Azerbajdzjan och Georgien.
Den första professionella klubben bildades år 1935 under namnet Spartak och döptes sedermera om till Ararat. FK Ararat Jerevan är känt för sin vinst av sovjetligan i fotboll 1973 och den sovjetiska cupen samma år. Ararat nådde även kvartsfinalen av europacupen i fotboll 1974/1975 där man med 2–1 slogs ut av den tyska storklubben FC Bayern München med Franz Beckenbauer i spetsen. München kom senare att vinna hela cupen då man finalslog engelska Leeds United AFC.
Den första fotbollsarenan i Armenien kallades även den för Spartak, och den byggdes på sena 1920-talet framför Jerevancirkusen i dagens Jerevan.
1958 bildades FK Sjirak i Gjumri (då Leninakan), som spelade i den sovjetiska förstaligan fram till Armeniens självständighet 1991.

## Nutid
Efter att Armenien brutit sig loss från Sovjetunionen bildade man sin egen fotbollsliga, den armeniska fotbollsligan. Ligans första säsong hölls 1992 och vanns av FK Sjirak tillsammans med Homenetmen. Året därpå segrade FK Ararat Jerevan. Under 1990-talet segrade ett flertal olika klubbar i ligan, men från 2001 och till 2010 segrade FC Pjunik i ligan varje säsong (sammanlagt 10 titlar i rad). Detta gör klubben till den överlägset mest framgångsrika klubben i Armenien efter självständigheten med totalt 13 ligatitlar sedan 1992. Näst flest har Sjirak med 3 ligatitlar.

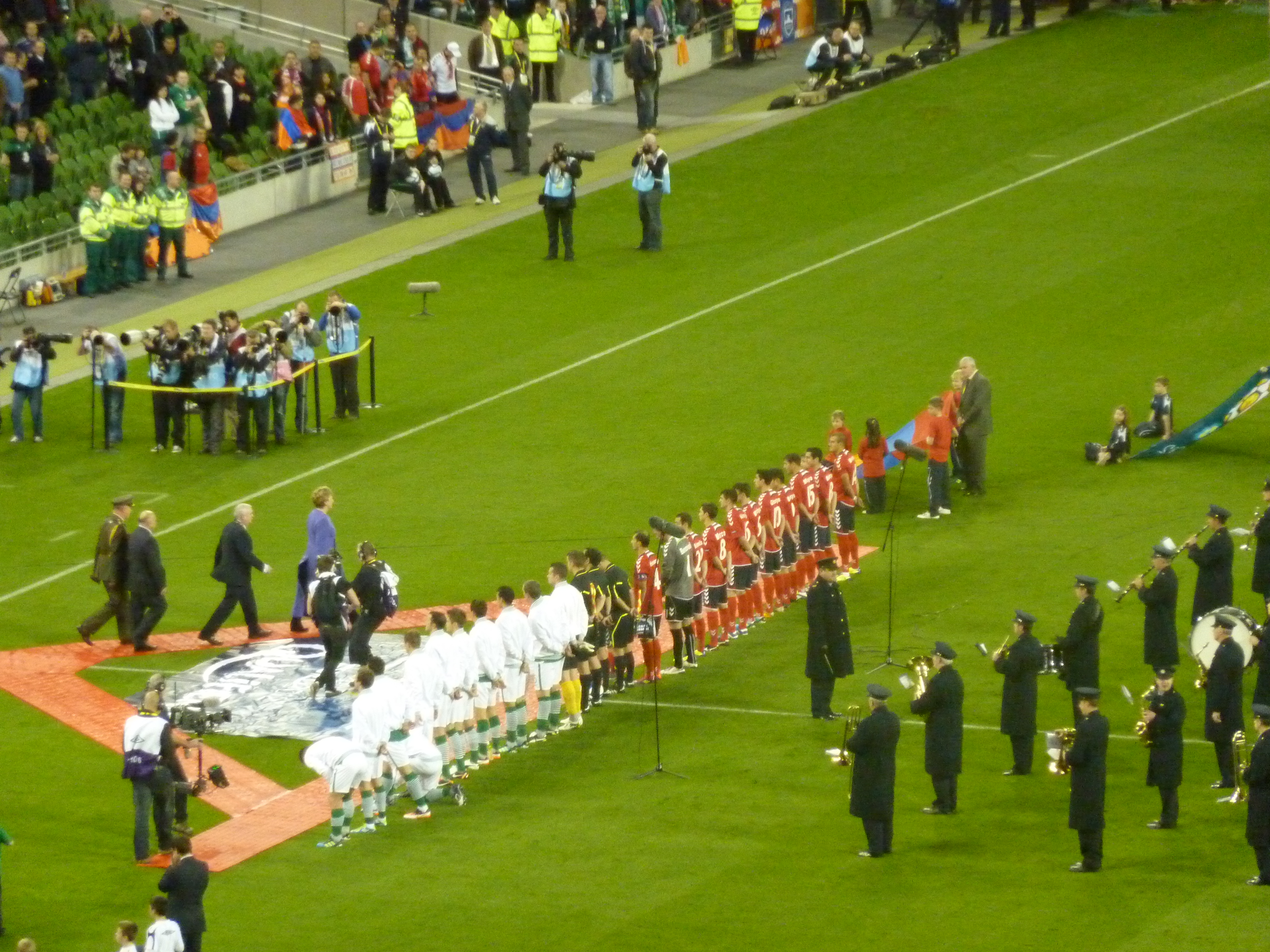
Armenien möter Irland i kvalet till EM 2012. Matchen var den sista, avgörande i gruppspelet och vanns av Irland med 2–1, som därmed gick till playoff.

Den armeniska cupen, som formellt kallas armeniska självständighetscupen, har organiserats sedan den armeniska fotbollsligan startade (1992). Cupen har, till skillnad från ligan, vunnits av flera olika klubbar sedan starten. Flest titlar har Mika Jerevan, som senast vann cupen 2011. Näst flest har Pjunik och Ararat på 5 titlar vardera.
Den armeniska supercupen har organiserats varje år sedan 1997. Supercupen har vunnits av Pjunik flest gånger (8 gånger), och näst flest vinster har Sjirak med 3.

## Landslag
Internationellt för Armenien spelar Armeniens herrlandslag i fotboll. Landslaget har hittills inte lyckats kvala in till något större mästerskap, men slutade efter ett starkt kval trea i grupp B i kvalspelet till Europamästerskapet i fotboll 2012. För att ta sig till EM hade spelarna bland annat utlovats stora bonussummor. I kvalet till VM har Armenien som bäst slutat fyra i sin kvalgrupp (1998).
Den spelare som har spelat överlägset flest landskamper för Armenien är Sargis Hovsepjan. Han spelade mellan år 1992 och 2012 132 landskamper och gjorde 2 mål. Flest mål i landslaget har Artur Petrosian gjort genom sina 11 mål på 69 matcher.
Armeniens damlandslag i fotboll har liksom herrlaget inte nått några större framgångar. Damlandslaget spelade sin första match mot Österrike den 10 maj 2003 och förlorade med 11–0, vilket fortfarande är lagets största förlust. Sin första seger tog man mot Lettland år 2006 med 1–0.
Armenien har även aktiva U21-, U19- och U17-herrlandslag i fotboll. U21-landslaget har som bäst slutat tvåa i sin kvalgrupp till EM 2013.

## Arenor
Armenien har ett flertal större fotbollsarenor, och de flesta är hemmaplan åt klubbar som spelar i den armeniska fotbollsligan. Den överlägset största arenan, sett till publikkapacitet, är Hrazdan stadion i Jerevan. Arenan öppnade 1970 och var hem åt Ararat Jerevan under sovjettiden samt har använts av Armeniens fotbollslandslag. Publikrekordet är på 78 000 åskådare från den 19 maj 1971 då Ararat Jerevan slog FK Kajrat med 3–0 i sovjetligan. Den näst största arenan, Hanrapetakan Stadion, ligger även den i Jerevan, och har en kapacitet för 14 968 åskådare. Hanrapetakan används i huvudsak åt Pjuniks och Mikas matcher i armeniska fotbollsligan såväl som åt Armeniens herrlandslag i fotboll. Hanrapetakan stadion ligger något mer centralt än Hrazdan. Landets tredje största arena ligger i Armavir med en kapacitet för 10 000 personer.
| Nr | Arena                     | Kapacitet | Hemmalag                          | Stad            | Öppnad |
| -- | ------------------------- | --------- | --------------------------------- | --------------- | ------ |
| 1  | Hrazdan stadion           | 53,849    | Armenien                          | Jerevan         | 1970   |
| 2  | Hanrapetakan              | 14,968    | Armenien, Pjunik Jerevan, Ulisses | Jerevan         | 1938   |
| 3  | Armavir jubileumsstadion  | 10,000    | ingen                             | Armavir         |        |
| 4  | Mika-stadion              | 8,000     | Mika                              | Jerevan         | 2008   |
| 5  | Nairi-stadion             | 6,800     | Alasjkert Martuni (tillfälligt)   | Jerevan         |        |
| 6  | Abovjan stadsstadion      | 5,500     | Ararat Jerevan (tillfälligt)      | Abovjan, Kotjak | 1966   |
| 7  | Lori-stadion              | 5,000     | ingen                             | Vanadzor        | 1957   |
| =7 | Tjarentsavan stadsstadion | 5,000     | ingen                             | Tjarentsavan    |        |
| =7 | Martuni stadsstadion      | 5,000     | Alasjkert Martuni                 | Martuni         |        |
| =7 | Nor Hatjn stadsstadion    | 5,000     | ingen                             | Nor Hatjn       |        |

## Ligasystem
| Nivå | Liga                                               | Liga                                               | Liga                                               | Liga                                               | Liga                                               | Liga                                               | Liga                                               | Liga                                               | Liga                                               | Liga                                               | Liga                                               | Liga                                               |
| 1    | Armeniska fotbollsligan 8 klubbar                  | Armeniska fotbollsligan 8 klubbar                  | Armeniska fotbollsligan 8 klubbar                  | Armeniska fotbollsligan 8 klubbar                  | Armeniska fotbollsligan 8 klubbar                  | Armeniska fotbollsligan 8 klubbar                  | Armeniska fotbollsligan 8 klubbar                  | Armeniska fotbollsligan 8 klubbar                  | Armeniska fotbollsligan 8 klubbar                  | Armeniska fotbollsligan 8 klubbar                  | Armeniska fotbollsligan 8 klubbar                  | Armeniska fotbollsligan 8 klubbar                  |
| 2    | Armeniska förstadivisionen 2 klubbar + 8 reservlag | Armeniska förstadivisionen 2 klubbar + 8 reservlag | Armeniska förstadivisionen 2 klubbar + 8 reservlag | Armeniska förstadivisionen 2 klubbar + 8 reservlag | Armeniska förstadivisionen 2 klubbar + 8 reservlag | Armeniska förstadivisionen 2 klubbar + 8 reservlag | Armeniska förstadivisionen 2 klubbar + 8 reservlag | Armeniska förstadivisionen 2 klubbar + 8 reservlag | Armeniska förstadivisionen 2 klubbar + 8 reservlag | Armeniska förstadivisionen 2 klubbar + 8 reservlag | Armeniska förstadivisionen 2 klubbar + 8 reservlag | Armeniska förstadivisionen 2 klubbar + 8 reservlag |

## Kända spelare
- Choren Oganesian, OS-bronsmedaljör 1980
- Edgar Manutjarjan
- Henrich Mchitarjan
- Marcos Pizzelli
- Jowra Movsisian
- Aras Özbiliz